# Reinhold Lütjohann
Reinhold Lütjohann (* 3. August 1881 in Lübeck, Deutsches Reich; † 6. August 1958 in Hamburg-Groß Flottbek) war ein deutscher Schauspieler bei Bühne und Film.

## Leben und Wirken
Lütjohann begann seine Bühnenlaufbahn im Alter von 20 Jahren am Wilhelm-Theater seiner Vaterstadt Lübeck. Es folgten Engagements, die ihn für acht Jahre ans Deutsche Schauspielhaus nach Hamburg sowie das Bayerische Staatsschauspiel in München und bis 1944 an das Theater des Volkes in Dresden führten. In jungen Jahren agierte er als „Liebhaber von bezaubernder Frische“, wie es im Deutschen Bühnen-Jahrbuch anlässlich seines 70. Geburtstag im August 1951 hieß.
Nach 1945 setzte er seine Tätigkeit am Lübecker Stadttheater, am Jungen Theater in Hamburg und am, in derselben Stadt gelegenen Neuen Altonaer Theater fort. Nunmehr war er ins Vaterfach gewachsen. Lütjohann war fortan mit schwergewichtigen Charakterrollen in zahlreichen klassischen wie modernen Stücken zu sehen: Er spielte den Strähler in Kollege Crampton von Gerhart Hauptmann, den Hamlet, den Orest in Iphigenie, den Faust, den Gyges in Friedrich Hebbels Gyges und sein Ring, den Ferdinand in Friedrich Schillers Kabale und Liebe, den Marquis Posa in Don Karlos, den Präsidenten in Heinrich von Kleists Der Prinz von Homburg und Nathan der Weise.
Der Film besaß nur eine sehr untergeordnete Rolle in Reinhold Lütjohanns künstlerischem Schaffen. Abgesehen von einer Stummfilmrolle in einer unbedeutenden Inszenierung von Heinrich Brandt sah man den Lübecker vor allem in Filmen, die im Dritten Reich entstanden. Nach dem Krieg trat Reinhold Lütjohann nur noch zweimal vor die Kamera: für eine Kinoproduktion und einen Fernsehfilm, seine letzte Arbeit. Lütjohann hat auch als Synchronsprecher und als Hörspielsprecher, vorwiegend für den NWDR Hamburg (z. B. bei Albert Ballin, um 1950, Nicht nur zur Weihnachtszeit, 1952, und Barabbas, 1953) gearbeitet.

## Filmografie
- 1920: Die schwarze Rose von Cruska
- 1938: Fahrendes Volk
- 1939: Gold in New Frisco
- 1940: Feinde
- 1941: Der siebente Junge
- 1942: Die See ruft
- 1950: Nur eine Nacht
- 1954: Der Briefträger ging vorbei (Fernsehfilm)

## Hörspiele
- 1925: Oscar Wilde: Bunbury – Regie: Hermann Beyer
- 1949: Horst-Günther Patzke: Sternschnuppen – Regie: Gustav Burmester
- 1949: Günther Danehl: Die Puppe – Regie: Fritz Schröder-Jahn
- 1949: Hans Wolfgang Hillers: Frauen ohne Hafen – Regie: Gustav Burmester
- 1950: C. W. Ceram: Götter, Gräber und Gelehrte (2. Teil: Die goldene Mauer) – Regie: Gustav Burmester
- 1950: Robert Cedric Sherriff: Das Hopkins-Manuskript – Regie: Gustav Burmester
- 1950: Ellie Tschauner: Der Sprung über den Schatten – Regie: Fritz Schröder-Jahn
- 1950: Arch Oboler: Professor Singers letztes Experiment – Regie: Gustav Burmester
- 1950: C. W. Ceram: Götter, Gräber und Gelehrte (4. Teil: Die verlassenen Städte) – Regie: Gustav Burmester
- 1950: Gerd Nickstadt, Hans-Dieter Bove: In letzter Minute – Regie: Fritz Schröder-Jahn
- 1951: Curt Langenbeck: Die Landung – Regie: Fritz Schröder-Jahn
- 1951: Dieter Rohkohl: Armer Vater Philippe – Regie: Detlof Krüger
- 1951: Joseph von Eichendorff: Die Glücksritter oder Fortuna her zu mir – Regie: Gustav Burmester
- 1951: Walter Bauer: Andrée und das große Schweigen – Regie: Fritz Schröder-Jahn
- 1951: Gerd Nickstadt, Hans-Dieter Bove: Das Geheimnis der Yosemite-Indianer – Regie: Kurt Reiss
- 1951: Gert-Erik Brockhausen: Der Ruf ins Leere – Regie: Hans Lietzau
- 1951: Johann Wolfgang von Goethe: Geschichte Gottfriedens von Berlichingen mit der eisernen Hand – Regie: Hans Lietzau
- 1952: Hans Rothe: Verwehte Spuren – Regie: Gerd Fricke
- 1952: Günter Eich: Die Andere und ich – Regie: Gustav Burmester
- 1952: André Maurois: Schule für Eheglück (11. Folge: Die Silberhochzeit) – Regie: Hans Rosenhauer
- 1952: Heinz Ulrich: Der Seelengreifer – Regie: Hans Rosenhauer
- 1952: Alfred Prugel: Aus dem Leben eines Arztes. Der Chirurg Ferdinand Sauerbruch erzählt – Regie: Fritz Schröder-Jahn
- 1952: Gottfried Benn: Die Stimme hinter dem Vorhang – Regie: Gert Westphal
- 1952: Albert Mähl: Das kommt nicht wieder! Ein Zeitbild aus der Jahrhundertwende – Regie: Hans Freundt
- 1952: Gabriel Marcel: Zeichen des Kreuzes – Regie: Gert Westphal
- 1952: Günter Eich: Blick auf Venedig – Regie: Gustav Burmester
- 1952: Erwin Wickert: Die kühne Operation – Regie: Otto Kurth
- 1952: Werner-Jörg Lüddecke: Das Geld, das auf der Straße liegt – Regie: Gustav Burmester
- 1952: Franz Grillparzer: Des Meeres und der Liebe Wellen – Regie: Heinz-Günter Stamm
- 1952: Heinrich Böll: Nicht nur zur Weihnachtszeit – Regie: Fritz Schröder-Jahn
- 1953: Pär Lagerkvist: Barabbas – Regie: Gert Westphal
- 1953: Ugo Betti: Erdrutsch – Regie: Carl Nagel
- 1953: Marcel Pagnol, Paul Nivoix: Schieber des Ruhms – Regie: Carl Nagel
- 1954: Franz Josef Pootmann: Das Gericht zieht sich zur Beratung zurück (Folge: Mord an einer Toten) – Regie: Gerd Fricke
- 1954: Heinz Meising, Karl-Heinz Gies: Die Stunde nach zwölf – Regie: Carl Nagel
- 1954: Ernst Buchholz: Das Gericht zieht sich zur Beratung zurück (Folge: Das Recht am eigenen Bild) – Regie: Gerd Fricke
- 1954: Heinz Risse: Wuchernde Lianen – Regie: Karl Nagel
- 1954: Anonymus: Maaruf – Regie: Armas Sten Fühler
- 1954: Claus Hubalek: Der öst-westliche Diwan – Regie: Gert Westphal
- 1954: Herman Melville: Die Zerstörung des Menschenbildes: Billy Budd – Regie: Wolfgang Schwade
- 1954: Honoré de Balzac: Die gigantische Maschine – von Zwergen bedient. Studie über die Herrschaft der Beamten und der Ministerialbürokratie – Regie: Wolfgang Schwade
- 1955: Robert Louis Stevenson: Will von der Mühle – Regie: Armas Sten Fühler
- 1955: Willy Kleemann: Das Gericht zieht sich zur Beratung zurück (Folge: Die Strafe vor der Tat) – Regie: Gerd Fricke
- 1955: Willy Kleemann: Das Gericht zieht sich zur Beratung zurück (Folge: Bestechung) – Regie: Gerd Fricke
- 1955: Alexander Sternberg: Das Gericht zieht sich zur Beratung zurück (Folge: Das Bild auf dem Schreibtisch) – Regie: Gerd Fricke
- 1955: Hans Hömberg: Das Mädchen und die Krone – Regie: Carl Nagel
- 1956: Hugo Hartung: Der glühende Robert. Eine heitere Funkgeschichte – Regie: Günter Siebert
- 1956: Albert Mähl: Fritz Stavenhagen. Eine Hörfolge über Werk und Leben des ersten niederdeutschen Dramatikers neuerer Zeit zur 50. Wiederkehr seines Todestages am 9. Mai 1956 mit Proben aus Der Lotse, Mudder Mews und De dütsche Michel – Regie: Hans Tügel
- 1956: Fritz Stavenhagen: De ruge Hoff – Regie: Hans Tügel
- 1957: Albert Mähl: Albert Ballin. Ein Hörspiel vom Aufstieg hanseatischer Schiffahrt und den Verdiensten, die Albert Ballin daran hatte – Regie: Hans Freundt
- 1957: Walter Teich: Moselfahrt. Eine heitere Reise auf dem Weinfluß – Regie: Gerda von Uslar
- 1958: Horst Mönnich: Kopfgeld – Regie: Fritz Schröder-Jahn
- 1958: Hans Robert Luety: Die Jagd nach dem Täter (Folge: Die Tote aus der Moldau) – Regie: S. O. Wagner

## Einzelnachweis
1. ↑  Deutsches Bühnen-Jahrbuch 1952, S. 66

| Personendaten    | Personendaten                               |
| ---------------- | ------------------------------------------- |
| NAME             | Lütjohann, Reinhold                         |
| KURZBESCHREIBUNG | deutscher Schauspieler und Hörspielsprecher |
| GEBURTSDATUM     | 3. August 1881                              |
| GEBURTSORT       | Lübeck, Deutsches Reich                     |
| STERBEDATUM      | 6. August 1958                              |
| STERBEORT        | Hamburg-Groß Flottbek                       |